# Lista de canções gravadas por Taeyeon

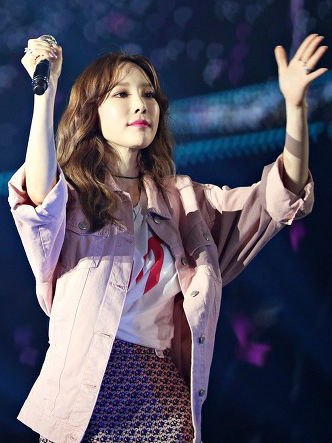
Taeyeon apresentando-se no Best of Best Concert, em Taipé, Taiwan, em abril de 2018.

Esta é a lista de canções gravadas pela cantora sul-coreana Taeyeon. Em 2007, ela estreou no cenário musical como integrante do grupo feminino Girls' Generation, a seguir como artista solo, gravou trilhas sonoras para dramas coreanos, levando-a destacar-se nas paradas musicais. Em 2012, integrou a sub-unidade Girls Generation-TTS e em fevereiro de 2014, juntou-se ao supergrupo SM The Ballad. Em outubro de 2015, Taeyeon lançou seu primeiro extended play (EP) I, produzindo um single de mesmo nome. No ano seguinte, lançou seu segundo EP intitulado Why, que gerou os singles "Starlight" e "Why". Em fevereiro de 2017, ela lançou My Voice, seu primeiro álbum de estúdio, que gerou os singles "11:11", "Fine" e "Make Me Love You", este último lançado na versão reembalada do álbum. A seguir, Taeyeon lançou seu quarto EP Something New (2018), que gerou um single de mesmo nome e juntou-se a sub-unidade Girls' Generation-Oh!GG. No ano seguinte, ela lançou seu EP de estreia para o mercado japonês, Voice (2019), seguido de seu segundo álbum de estúdio Purpose (2019). Durante o ano de 2020, Taeyeon lançou dois EPs: GirlsSpkOut em japonês e What Do I Call You. 
A discografia de Taeyeon constitui-se de três álbuns de estúdio, sete EPs, dezoito singles e dezessete trilhas sonoras.
| † | Denota lançamento como single/trilha sonora |

## 0-9
| Canção    | Compositor(es)                           | Álbum                     | Ano  | Ref.  |
| --------- | ---------------------------------------- | ------------------------- | ---- | ----- |
| "11:11" † | Kim Eana Christian Vinten Chelcee Grimes | My Voice (Deluxe Edition) | 2016 | [ 3 ] |

## A
| Canção                                                        | Compositor(es)                                                 | Álbum                                          | Ano  | Ref.  |
| ------------------------------------------------------------- | -------------------------------------------------------------- | ---------------------------------------------- | ---- | ----- |
| "Ahead of Destiny" (운명보다 한걸음 빠르게) †                 | Yoko Shimomura                                                 | Gran Saga OST                                  | 2020 | [ 4 ] |
| "And One (그리고 하나)" †                                     | Kangta                                                         | That Winter, the Wind Blows OST                | 2013 | [ 5 ] |
| "All With You" †                                              | Ji Hoon Goo Ji-an Seo Jae-ha Kim Young-sung                    | Moon Lovers: Scarlet Heart Ryeo OST            | 2016 | [ 6 ] |
| "All Night Long (저녁의 이유)" (comparticipação de NCT Lucas) | Kenzie Michael Woods Kevin White MZMC Yinette Claudette Mendez | Something New                                  | 2018 | [ 7 ] |
| "All About You (그대라는 시)" †                               | Ji Hoon Park Se-jun minGtion                                   | Hotel del Luna OST                             | 2019 | [ 8 ] |
| "A Train to Chuncheon (춘천가는 기차)" †                      | Kim Hyun-chul Song Sung-kyung                                  | Monthly Project 2019 Yoon Jong Shin "Hello 30" | 2019 | [ 9 ] |

## B
| Canção                      | Compositor(es)                                                                                         | Álbum                         | Ano  | Ref.   |
| --------------------------- | --- | ----------------------------- | ---- | ------ |
| "Bye" †                     | Lee Jae-hak                                                                                            | Mr.Go OST                     | 2013 | [ 10 ] |
| "Breath" (com Jonghyun) †   | Kim Tae-seong Jang Yeon-jung Hwi Hyun-jun                                                              | SM the Ballad Vol. 2 – Breath | 2014 | [ 11 ] |
| "Baram x3 (바람 바람 바람)" | Jo Yoon-kyung Karen Poole Sonny J. Mason Emily Warren                                                  | Something New                 | 2018 | [ 7 ]  |
| "Better Babe"               | Kim Bu-min Hitchhiker Luke R Foley Dan Whittemore Allison Victoria Pincsak                             | Purpose                       | 2019 | [ 12 ] |
| "Blue"                      | Hyun Ji Won JQ Alex Mood Mariella "Bambi" Garcia Balandina Oskar Salhin Mimmi Gyltman Rassmus Björnson | Purpose                       | 2019 | [ 12 ] |
| "Be Real"                   | BOYHOOD (Digz Inc.) Joe Lawrence                                                                       | #GirlsSpkOut                  | 2020 | [ 13 ] |
| "By My Side (내 곁에)"†     | Punch Jihoon riskypizza                                                                                | Our Blues OST                 | 2022 | [ 14 ] |

## C
| Canção                          | Compositor(es)                                                                                           | Álbum                            | Ano  | Ref.   |
| ------------------------------- | --- | -------------------------------- | ---- | ------ |
| "Can You Hear Me? (들리나요)" † | — | Beethoven Virus OST              | 2008 | [ 15 ] |
| "Closer (가까이)" †             | Kim Jeong-bae Kenzie                                                                                     | To the Beautiful You OST         | 2012 | [ 16 ] |
| "Cover Up"                      | Realmeee Grades Caroline Ailin                                                                           | My Voice                         | 2017 | [ 17 ] |
| "Curtain Call"                  | Jang Jun-yeong Peter Wallevik Daniel Davidsen Tebey Ottoh Noel Salmon                                    | My Voice (Deluxe Edition)        | 2017 | [ 3 ]  |
| "Candy Cane"                    | Hwang Hyun Matthew Tishler Philip Bentley Aimee Proal                                                    | This Christmas: Winter Is Coming | 2017 | [ 18 ] |
| "Christmas Without You"         | Jo Yoon-kyung Daniel Obi Klein Charli Taft Andreas Öberg                                                 | This Christmas: Winter Is Coming | 2017 | [ 18 ] |
| "Circus"                        | Jo Yoon-kyung Denniz Jamm Allison Kaplan Le`mon                                                          | Something New                    | 2018 | [ 7 ]  |
| "City Love"                     | Ji Yu-ri (Jam Factory) Mike Daley Mitchell Owens Christine 'Mickey Blue' Gallagher Realmeee              | Purpose                          | 2019 | [ 12 ] |
| "Can't Control Myself"†         | Taeyeon Moon Seol-ri Celine Svanbäck Mich Hansen Lauritz Emil Christiansen Jacob Ubizz Ryan Jhun         | INVU                             | 2022 | [ 19 ] |
| "Cold as Hell"                  | Cha Yu-bin Lara Andersson Manon van Dijk Amanda Cygnaeus Marcus van Wattum Nova Blue Kasperi A. Pitkanen | INVU                             | 2022 | [ 20 ] |

## D
| Canção                                   | Compositor(es)                                                                      | Álbum               | Ano  | Ref.   |
| ---------------------------------------- | ----------------------------------------------------------------------------------- | ------------------- | ---- | ------ |
| "Different (달라)" (com Kim Bum-soo)     | —                                                                                   | Solista, Pt. 2      | 2011 | [ 21 ] |
| "Do You Love Me?"                        | Lee Joo-hyoung (MonoTree)                                                           | Purpose             | 2019 | [ 12 ] |
| "Dear Me (내게 들려주고 싶은 말)" †      | Hwang Yura (Jam Factory) Yoo Ji Won (Lara Las Studios) William Wenaus Yoo Young Jin | Purpose (Repackage) | 2020 | [ 22 ] |
| "Drawing Our Moments (너를 그리는 시간)" | Jo Yoon-Kyung Lawrence Lee Malin Johansson Dan Sundquist Hjalmar wilén              | Purpose (Repackage) | 2020 | [ 22 ] |

## E
| Canção           | Compositor(es)                                                                         | Álbum    | Ano  | Ref.   |
| ---------------- | -------------------------------------------------------------------------------------- | -------- | ---- | ------ |
| "Eraser"         | Mafly Lee Seu-ran Dillon Pace Sean Douglas Felicia Barton                              | My Voice | 2017 | [ 17 ] |
| "Ending Credits" | Ji Ye-won (153/Joombas) Mich Hansen Jeppe London Bilsby Celine Svanbäck Sam Merrifield | INVU     | 2022 | [ 20 ] |

## F
| Canção                   | Compositor(es) | Álbum                 | Ano  | Ref.   |
| ------------------------ | --- | --------------------- | ---- | ------ |
| "Farewell (먼저 말해줘)" | Lee Joo-hyung Chu Dae-kwan                                                                                          | I                     | 2015 | [ 23 ] |
| "Fashion"                | Kim In-hyung LDN Noise Marissa Shipp Brittany Mullen                                                                | Why                   | 2016 | [ 24 ] |
| "Fine" †                 | Jin Ri Michael Woods Kevin White Andrew Bazzi Shaylen Carroll MZMC                                                  | My Voice              | 2017 | [ 17 ] |
| "Feel So Fine (날게)"    | Moon Hye-min Courtney Woolsey Daniel Durn Katrine "Neya" Klith Johan Gustafsson Sebastian Lundberg Fredrik Häggstam | My Voice              | 2017 | [ 17 ] |
| "Fire"                   | JQ Jo Mi-yang Myah Marie Langston Bennett Armstrong Justin Armstrong Carah Faye Daren Rauer                         | My Voice              | 2017 | [ 17 ] |
| "Four Seasons (사계)" †  | Kenzie Josh Cumbee Afshin Salmani Andrew Allen                                                                      | Purpose               | 2019 | [ 12 ] |
| "Find Me"                | Moon Hye-min Mike Daley Mitchell Owens Bianca 'Blush' Atterberry                                                    | Purpose               | 2019 | [ 12 ] |
| "Fly Me to the Moon"     | Bart Howard | Moonlight Blade M OST | 2022 | [ 25 ] |

## G
| Canção                                         | Compositor(es)                                                                                         | Álbum              | Ano  | Ref.   |
| ---------------------------------------------- | --- | ------------------ | ---- | ------ |
| "Gemini (쌍둥이자리)"                          | Jam Factory Mafly LDN Noise Carolyn Jordan Alice Sophie Penrose                                        | I                  | 2015 | [ 23 ] |
| "Good Thing"                                   | Jung Joo-hee LDN Noise Alice Sophie Penrose Carolyn Jordan                                             | Why                | 2016 | [ 24 ] |
| "Gravity"                                      | JQ Moon Ye-rin(makeumine works) Lance Shipp Rachael Kennedy Nathalia Marshall Angel Lopez Gilde Flores | Purpose            | 2019 | [ 12 ] |
| "Galaxy"                                       | Zaya (Joombas) Mariella "Bambi" Garcia Balandina (Mr Radar) Mimmi Gyltman MooF (Joombas)               | What Do I Call You | 2020 | [ 26 ] |
| "GirlsSpkOut" (com participação de Chanmina) † | eill Chanmina Megan Lee Shawn Halim Adien Lewis (WayBetta) Willie Weeks                                | #GirlsSpkOut       | 2020 | [ 13 ] |

## H
| Canção        | Compositor(es)                                                                        | Álbum              | Ano  | Ref.   |
| ------------- | ------------------------------------------------------------------------------------- | ------------------ | ---- | ------ |
| "Hands on Me" | Yorkie Ryu Woo Harvey Mason Jr. Damon Thomas Dewain Whitmore Michael "Mike J" Jiminez | Why                | 2016 | [ 24 ] |
| "Here I Am"   | Jo Yoon-Kyung Matthew Tishler Allison Kaplan                                          | Purpose            | 2019 | [ 12 ] |
| "Horizon"     | Ishiwatari Jyunji Geek Boy Al Swettenham Megan Lee Andy Love                          | Voice              | 2019 | [ 27 ] |
| "Happy" †     | Lee Seu Ran (Jam Factory) Chris Wahle Chelcee Grimes Samuel Gerongco Robert Gerongco  | What Do I Call You | 2020 | [ 28 ] |
| "Heart (품)"  | Lee Yi-jin (153/Joombas) Cameron Warren Connie Talbot Ryan Jhun                       | INVU               | 2022 | [ 20 ] |

## I
| Canção                                  | Compositor(es) | Álbum                            | Ano  | Ref.          |
| --------------------------------------- | --- | -------------------------------- | ---- | ------------- |
| "If (만약에)" †                         | — | Hong Gil-dong OST                | 2008 | [ 29 ]        |
| "I Love You (사랑해요)"                 | Ahn Youngmin Lee Soo-man | Athena: Goddess of War OST       | 2010 | [ 30 ]        |
| "I" (com participação de Verbal Jint) † | Taeyeon Mafly Verbal Jint Myah Marie Langston Bennett Armstrong Justin T. Armstrong Cosmopolitan Douglas David Quinones Jon Asher Ryan S. Jhun | I                                | 2015 | [ 23 ]        |
| "I Got Love" †                          | Kenzie Thomas Troelsen Eyelar | My Voice                         | 2017 | [ 17 ]        |
| "I'm OK"                                | Yorkie Ryu Woo Devine-Channel Tyler Sharny Diana Salvatore Fabio BOI Angelini                                                                  | My Voice                         | 2017 | [ 17 ]        |
| "I Blame on You"                        | Yorkie Devine Channel Lena Leon Aurora Pfeiffer Ryan Henderson Richard Beynon                                                                  | My Voice (Deluxe Edition)        | 2017 | [ 3 ]         |
| "I'm All Ears (겨울나무)"               | Lee Joo-hyung Astrid Holiday | This Christmas: Winter Is Coming | 2017 | [ 18 ]        |
| "I'm The Greatest"                      | Junji Ishiwatari Joakim Dalqvist | Stay                             | 2018 | [ 31 ]        |
| "I Found You"                           | Ishiwatari Jyunji Sebastian Thott Andreas Oberg Skylar Mones Courtney Woolsey                                                                  | Voice                            | 2019 | [ 27 ]        |
| "Into The Unknown (숨겨진 세상)" †      | Kristen Anderson-Lopez Robert Lopez | Frozen 2 OST                     | 2019 | [ 32 ]        |
| "I Do" †                                | Meg.Me Celine Helgemo Sebastian Aasen Per Kristian Ottestad Sheila Simmenes                                                                    | #GirlsSpkOut                     | 2019 | [ 33 ] [ 13 ] |
| "INVU" †                                | Jinli (Full8loom) Peter Wallevik (PhD) Daniel Davidsen (PhD) Rachel Furner Jess Morgan                                                         | INVU                             | 2022 | [ 20 ]        |

## K
| Canção                        | Compositor(es)                                                                    | Álbum                   | Ano  | Ref.   |
| ----------------------------- | --------------------------------------------------------------------------------- | ----------------------- | ---- | ------ |
| "Kiss Me (내일은 고백할게)" † | Ji Hoon Bae Jin-young Jay Kim Ashley Alisha (153/Joombas) Hyuk Shin (153/Joombas) | Do You Like Brahms? OST | 2020 | [ 34 ] |

## L
| Canção                                   | Compositor(es)                                   | Álbum                            | Ano  | Ref.   |
| ---------------------------------------- | ------------------------------------------------ | -------------------------------- | ---- | ------ |
| "Like a Star (별처럼)" (com The One) †   | Cho Yeong-su                                     | Lançamento sem álbum             | 2010 | [ 35 ] |
| "Love, that One Word (사랑 그 한마디)" † | Choi Jae-woo Kim Se-jin Park Chan                | You're All Surrounded OST        | 2014 | [ 36 ] |
| "Lonely Night"                           | Kenzie                                           | My Voice                         | 2017 | [ 17 ] |
| "Love in Color (수채화)"                 | Lee Yoon-seol Myah Marie Langston Krysta Youngs  | My Voice                         | 2017 | [ 17 ] |
| "Let It Snow"                            | Agnes Shin Simon Petrén Chu Dae-kwan             | This Christmas: Winter Is Coming | 2017 | [ 18 ] |
| "Love You Like Crazy"                    | Kenzie LDN Noise                                 | Purpose                          | 2019 | [ 12 ] |
| "LOL (하하하)                            | ron Kang Eun-jung dress glowingdog Kriz 아신애   | Purpose                          | 2019 | [ 12 ] |
| "Let Me Go (놓아줘)" (com Crush)†        | Crush Kim Mandy                                  | With Her                         | 2020 | [ 37 ] |
| "Little Garden (나의 작은 정원)" †       | Lee Joo-hyeong (MonoTree) jun-p (MonoTree) Gaemi | Jirisan OST                      | 2021 | [ 38 ] |

## M
| Canção                                        | Compositor(es)                                               | Álbum                                                   | Ano  | Ref.   |
| --------------------------------------------- | ------------------------------------------------------------ | ------------------------------------------------------- | ---- | ------ |
| "Missing You Like Crazy (미치게 보고싶은)" †  | Lee Pilho                                                    | The King 2 Hearts OST                                   | 2012 | [ 39 ] |
| "Make Me Love You" †                          | Cho Yun-kyung Aaron Benward Matthew Tishler Felicia Barton   | My Voice (Deluxe Edition)                               | 2017 | [ 3 ]  |
| "My Tragedy (월식)"                           | Kim Bu-min Hitchhiker Daniel Whittemore Bonx Elizabeth Russo | Purpose (Repackage)                                     | 2020 | [ 22 ] |
| "My Love (Duet version)" (com Lee Seung-chul) | Jeon Jeon Lee Joo-hyeong (MonoTree) Kim Moon-jeong           | Lee Seung Chul 35th Anniversary Album Special ‘My Love’ | 2020 | [ 40 ] |

## N
| Canção          | Compositor(es)                                                                                      | Álbum | Ano  | Ref.   |
| --------------- | --------------------------------------------------------------------------------------------------- | ----- | ---- | ------ |
| "Night"         | Ryu Woo YorkieIm Kwang-wook Ryan Kim Chase Amanda Moseley                                           | Why   | 2016 | [ 24 ] |
| "No Love Again" | Kang Eun-jung Alma Guðmundsdóttir Alida Garpestad Peck Marc Sibley Nathan Cunningham Space Primates | INVU  | 2022 | [ 20 ] |

## O
| Canção                | Compositor(es)                                                                                 | Álbum         | Ano  | Ref.  |
| --------------------- | ---------------------------------------------------------------------------------------------- | ------------- | ---- | ----- |
| "One Day (너의 생일)" | Jo Yoon-kyung Mike Woods Kevin White MZMC The Heavy Group Yinette Claudette Mendez Kiana Brown | Something New | 2018 | [ 7 ] |

## P
| Canção                                     | Compositor(es) | Álbum              | Ano  | Ref.   |
| ------------------------------------------ | --- | ------------------ | ---- | ------ |
| "Page 0" (com participação de MeloMance) † | — | Station x 0        | 2018 | [ 41 ] |
| "Playlist"                                 | Jeon Ji-eun (January 8 (lalala Studio)) Hwang Seon-jeong (January 8 (lalala Studio)) Kim Jeong-mi (January 8 (lalala Studio)) Mike Daley Mitchell Owens Nicole "Kole" Cohen | What Do I Call You | 2020 | [ 26 ] |

## R
| Canção        | Compositor(es)                                                                            | Álbum                                          | Ano  | Ref.   |
| ------------- | ----------------------------------------------------------------------------------------- | ---------------------------------------------- | ---- | ------ |
| "Rain" †      | Bong Eun-yeong Mafly Lee Yoo-jin Matthew Tishler Aaron Benward Felicia Barton Olivia Holt | SM Station Season 1                            | 2016 | [ 42 ] |
| "Rescue Me" † | Junji Ishiwatari Steven Lee Sean Alexander Jimmy Burney Pascal Guyon                      | Final Life: Even If You Disappear Tomorrow OST | 2017 | [ 43 ] |

## S
| Canção                                   | Compositor(es)                                                                                          | Álbum                            | Ano  | Ref.   |
| ---------------------------------------- | --- | -------------------------------- | ---- | ------ |
| "Set Me Free"                            | Jo Kyu-man                                                                                              | SM the Ballad Vol.2 – Breath     | 2014 | [ 11 ] |
| "Stress (스트레스)"                      | Mafly Hyuk Shin Tiffany Evans Marco Reyes (MRey) DK                                                     | I                                | 2015 | [ 23 ] |
| "Starlight" (com participação de Dean) † | Lee Seu-ran Jamil "Digi" Chammas Taylor Mckall Tay Jasper Adrian McKinnon Leven Kali Sara Forsberg MZMC | Why                              | 2016 | [ 24 ] |
| "Secret (비밀)"                          | Mafly Devine Kei Ryan Kim Aurora Pfeiffer Tyler Shamy Thaddeus Dixon Kiana Brown                        | SM Station Season 1              | 2016 | [ 42 ] |
| "Sweet Love"                             | Kenzie The Stereotypes Racquelle "Rahky" Anteola                                                        | My Voice                         | 2017 | [ 17 ] |
| "Shhhh (쉿)"                             | Won Tae-yeon Jae Ha Christopher Wortley Mahan Moin DWB                                                  | This Christmas: Winter Is Coming | 2017 | [ 18 ] |
| "Something New" †                        | Ji Yu Ri Dwayne "Dem Jointz" Abernathy Macy Maloy Ryan S. Jhun                                          | Something New                    | 2018 | [ 7 ]  |
| "Stay" †                                 | Sara Sakurai Christian Fast Sebastian Thott Ellen Berg Tollbom                                          | Stay                             | 2018 | [ 31 ] |
| "Spark (불티)" †                         | Kenzie Anne Judith Wik Ronny Svendsen                                                                   | Purpose                          | 2019 | [ 12 ] |
| "Signal"                                 | STY Ricky Hanley Christie Prentice Daniel Sherman                                                       | Voice                            | 2019 | [ 27 ] |
| "Sorrow"                                 | Sara Sakurai (T's Music) minGtion (ADC Music) E Jae                                                     | #GirlsSpkOut                     | 2020 | [ 13 ] |
| "Set Myself on Fire"                     | Kenzie Alna Hofmeyr Michael Dunaief Ryland Holland Hamid Bashir Stryv                                   | INVU                             | 2022 | [ 20 ] |
| "Siren"                                  | Mok Ji-min (lalala Studio) Mike Daley Mitchell Owens Rodnae 'Chikk' Bell Nicole 'Kole' Cohen            | INVU                             | 2022 | [ 20 ] |
| "Some Nights (그럼 밤)"                  | Kim Eana Edvard Grieg Simon Petrén Andreas Öberg                                                        | INVU                             | 2022 | [ 20 ] |

## T
| Canção                                               | Compositor(es) | Álbum                            | Ano  | Ref.   |
| ---------------------------------------------------- | --- | -------------------------------- | ---- | ------ |
| "The Blue Night of Jeju Island (제주도의 푸른 밤)" † | Choi Seong-won Jang Young-soo | Thanks Band                      | 2016 | [ 44 ] |
| "Time Lapse"                                         | Kim Jong-wan ZOOEY | My Voice                         | 2017 | [ 17 ] |
| "The Magic of Christmas Time"                        | Krysta Youngs Robin Ghosh Yan Perchuk Ruslan Sirota Myah Marie | This Christmas: Winter Is Coming | 2017 | [ 18 ] |
| "This Christmas" †                                   | 13 | This Christmas: Winter Is Coming | 2017 | [ 18 ] |
| "Turnt and Burnt"                                    | STY Willie Weeks Yanka Lena | Voice                            | 2019 | [ 27 ] |
| "To the Moon"                                        | Taeyeon Yorkie (Devine Channel) SOLE (Devine Channel) Im Kwang-wook (Devine Channel) Ryan Kim (Devine Channel) Andreas "Mage" Maggiani (Devine Channel) SOLE (Devine Channel) Sakehands | What Do I Call You               | 2020 | [ 26 ] |
| "Timeless"                                           | Jo Yung-yeong Alida Garpestad Peck Sean Fischer Ben Samama | INVU                             | 2022 | [ 20 ] |
| "Toddler (어른아이)"                                 | Kang Eun-jung Aeon Salem Ilese William Leong | INVU                             | 2022 | [ 20 ] |

## U
| Canção                                    | Compositor(es)                                                | Álbum | Ano  | Ref.   |
| ----------------------------------------- | ------------------------------------------------------------- | ----- | ---- | ------ |
| "U R"                                     | Jo Yun-gyeong Matthew Tishler Robyn Newman Ben Charles        | I     | 2015 | [ 23 ] |
| "Up & Down" (com participação de Hyoyeon) | Lee Seu-ran Kim Min-ji Ylva Dimberg Herbie Crichlow LDN Noise | Why   | 2016 | [ 24 ] |

## V
| Canção    | Compositor(es)                                   | Álbum | Ano  | Ref.   |
| --------- | ------------------------------------------------ | ----- | ---- | ------ |
| "Voice" † | STY Aaron Benward Felicia Barton Matthew Tishler | Voice | 2019 | [ 27 ] |
| "Vanilla" | Sara Sakurai Joe Lawrence Linda Quero            | Voice | 2019 | [ 27 ] |

## W
| Canção                 | Compositor(es)                                                                   | Álbum              | Ano  | Ref.   |
| ---------------------- | -------------------------------------------------------------------------------- | ------------------ | ---- | ------ |
| "Why" †                | Jo Yoon-kyung LDN Noise Lauren Dyson Rodnae "Chikk" Bell                         | Why                | 2016 | [ 24 ] |
| "When I Was Young"     | Lee Joo-hyung                                                                    | My Voice           | 2017 | [ 17 ] |
| "Wine"                 | Jo Yoon-Kyung Robin Gosh Krysta Youngs Kim Viera David Quinones                  | Purpose            | 2019 | [ 12 ] |
| "Worry Free Love"      | Meg.Me Andreas Carlsson Melanie Joy Fontana Michel "Lindgren" Schulz             | #GirlsSpkOut       | 2020 | [ 13 ] |
| "What Do I Call You" † | Kenzie Linnea Södahl Caroline Pennell David Pramik                               | What Do I Call You | 2020 | [ 26 ] |
| "Wildfire (들불)"      | Jo Yoon-kyung Blaq Tuxedo Michael Jiminez Imlay                                  | What Do I Call You | 2020 | [ 26 ] |
| "Weekend" †            | Hwang Yu-bin RoseInPeace Saimon Willemijn van der Neut Marcia "Misha" Sondeijker | INVU               | 2021 | [ 45 ] |

## Y
| Canção                        | Compositor(es)                                                            | Álbum                   | Ano  | Ref.   |
| ----------------------------- | ------------------------------------------------------------------------- | ----------------------- | ---- | ------ |
| "You Bettter Not"             | Moon Seol-ri Celine Svanbäck Hilda Stenmalm Jeppe London Bilsby Ryan Jhun | INVU                    | 2022 | [ 20 ] |
| "You and Me (너와 나 사이)" † | Noheul                                                                    | If You Wish Upon Me OST | 2022 | [ 46 ] |